# Damase Jouaust

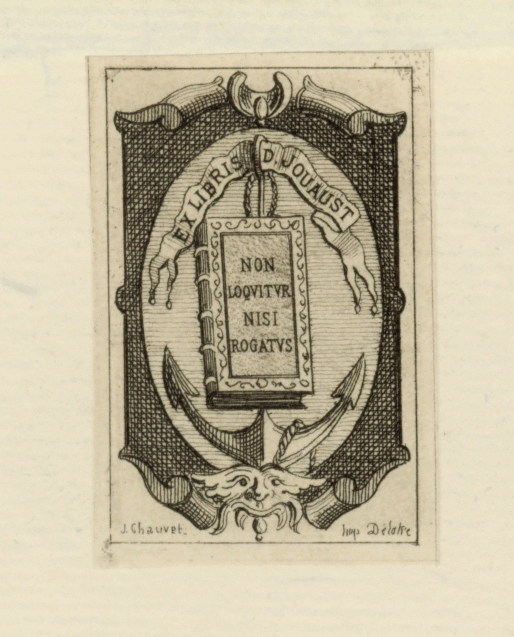
Ex libris de Damase Jouaust. Dessiné par J. Chauvet et imprimé par Delâtre. Cet ex libris se trouve dans des volumes imprimés par lui-même et offerts par Octave Uzanne (auteur publié et imprimé par D. Jouaust, entre 1875 et 1880).

Damase Jouaust, né le 25 mai 1834 à Paris où il est mort le 26 mars 1893, est un imprimeur-éditeur français, créateur de la « Librairie des bibliophiles ».

## Biographie
Fils de l'imprimeur Charles Jouaust (1801-1864), qui avait succédé à Guiraudet en 1860, il prend la suite de son père en 1864, après des études au collège Bourbon et une licence de droit.
C'est lui qui imprime en 1866, pour le compte de l'éditeur Alphonse Lemerre, les Poèmes saturniens de Paul Verlaine, dont c'était le premier recueil, publié à compte d'auteur. 
Il se marie avec Sarah Fortin et a trois enfants : Charles (1865-1874), Laure (1870-1895) et Maurice (1877-1949). Maurice était médecin, il a épousé Jeanne Michel, arrière petite-fille du général Doré et arrière petite-nièce de Gustave Doré. Elle vivait toujours en 1943 entre Paris et le Luxembourg.     
Il est inhumé au cimetière du Père-Lachaise (43e division), ses parents sont inhumés au cimetière Montmartre, 27e division, 7e ligne, n° 3, avenue Berlioz, concession n° 1097P-1864.

## La librairie des Bibliophiles
À partir de l’atelier d’imprimerie de son père, il crée en 1869 sa maison d’édition, la « Librairie des bibliophiles », consacrée aux rééditions très soignées des grands textes et des raretés des classiques français ainsi qu’étrangers. Il s'agit d’œuvres illustrées qui « respectent tous les critères du livre de luxe ». L'emblème de la maison est une ancre marine, surmontée de la devise latine occupa portum (« tiens le port »), tirée de l'ode XIV du premier livre des Odes d'Horace. L'adresse était au 338 rue Saint-Honoré. 
Son travail d’édition est remarquable pour la qualité des matières et du soin apporté au livre. Il destine sa politique éditoriale aux collectionneurs et aux bibliophiles. 
Elle publie des textes classiques d’auteurs issus de la littérature ancienne et aussi contemporaine à l’instar de Charles Baudelaire ou Théophile Gautier, avec un soin très important dans le travail de fabrication. Il publie notamment Le Chevalier sans cheval d'Erasme (1872).
On trouve notamment des essais de Jules Janin, illustrés par Hédouin (1874), et la Collection de documents relatifs à l'histoire de Paris pendant la Révolution française (1889). La plupart des ouvrages comportent par ailleurs un frontispice exécuté par le graveur Adolphe Lalauze.
Il s’intéresse à différents domaines en véritable érudit. Comme le montre la notice documentaire IdRef, il travaille en tant qu’auteur metteur en scène, donateur, éditeur scientifique, journaliste, imprimeur et éditeur commercial. Il participe beaucoup à ses publications en y rajoutant des notes et des introductions. Il publie aussi dans des périodiques. Selon Gustave Vapereau, il aime donner à ses textes un aspect soigné et développe une collection de livres luxueux. D’après le catalogue de la collection les livres publiés sont « des livres d’amateurs, tirés à petit nombre, imprimés en caractères elzéviriens, avec des encres de qualité supérieure, sur papiers à la forme. »
C'est chez Jouaust que furent publiées en 1874 les trois livraisons de l'éphémère Revue du monde nouveau, dans laquelle parut pour la première fois le poème en prose « Le Démon de l’analogie » de Stéphane Mallarmé, ainsi que des textes des parnassiens Théodore de Banville, Leconte de Lisle, Villiers de l'Isle-Adam et Charles Cros.
On lui doit la « Bibliothèque elzévirienne », de la collection Jouaust, nommée ainsi en référence à l'illustre famille de typographes néerlandais, les Elzevier, et au format qui leur est associé (un petit in-12°). 
Les éditions Jouaust sont décrites par certains chercheurs comme une maison d’édition de luxe élitiste avec un fonds important en poésie.
Il est le créateur de la Lettre-Journal, Gazette des absents qui parut durant le siège de Paris par les Allemands de 1870-71, laissant deux pages pour la correspondance privée et il sera imité.

## Le rachat de Flammarion et de Léopold Cerf
En 1891, du fait de difficultés financières et malgré sa tentative de diversification en revisitant des écrivains contemporains en plus des classiques, il se voit contraint de vendre son stock à Flammarion à un prix dérisoire. La bibliophilie semble s’estomper à cette période. Il cède son imprimerie à Léopold Cerf le 1er janvier 1893 — Cerf dont le fonds sera vendu ensuite à Joseph Vrin.
Ernest Flammarion dit de lui en 1892 : « Les éditions de la Librairie des Bibliophiles seront la gloire de ce siècle, et le nom de Jouaust a sa place marquée à la suite des Estienne et des Didot, qui ont élevé à un si haut point la typographie française ». À sa mort, la renommée de Jouaust avait en effet un caractère international : une nécrologie lui fut consacrée dans le New York Times. Dans cet article, il est écrit que « ses livres sont des objets d’art ». Le dernier livre sorti de ses presses était une édition en anglais de Roméo et Juliette imprimée pour le compte de l'éditeur Duprat & Co. La qualité de ses collections a été soulignée à l'époque par des figures de la vie littéraire, tel Octave Mirbeau qui lui consacre une de ses « Chroniques de Paris », dans laquelle il affirme que Jouaust était surnommé « le prince de la typographie ».
Le travail de Jouaust a eu une influence certaine sur la bibliophilie française, et notamment sur Octave Uzanne.

## Récompenses et décorations
Selon Gustave Vapereau, Damase Jouaust obtient de nombreuses récompenses sur son travail dont une lors de l’exposition de 1876 à Philadelphie. Cependant, lors de cette même exposition, la librairie des Bibliophiles essuie de nombreuses critiques d’après le blog du bibliomane moderne. Les reproches à l’encontre des éditions de D. Jouaust concernent des problèmes de reluire, de brochage et de mauvaise qualité de l’encre. Ces critiques sont adressées par Victor Wynants (1831-1906) issu d’une grande famille de relieurs. Pourtant, la librairie des bibliophiles a une bonne réputation pour son fonds et ses livres de luxe. 
Il fut nommé chevalier de la Légion d'honneur le 10 novembre 1872, puis promu officier le 18 janvier 1881. C'est lui qui remit la Légion d'honneur à son frère Émile Jouaust, juge de paix du 5e arrondissement de Paris, le 27 juillet 1891.